# ديانا روبنز
ديانا روبنز (بالإنجليزية: DeAnna Robbins)‏ هي ممثلة أمريكية، ولدت في 15 يونيو 1959 في تمبي في الولايات المتحدة.

## وصلات خارجية
- ديانا روبنز على موقع IMDb (الإنجليزية)
- ديانا روبنز على موقع قاعدة بيانات الفيلم (الإنجليزية)